# Onosandridus
Onosandridus is een geslacht van rechtvleugeligen uit de familie Anostostomatidae. De wetenschappelijke naam van dit geslacht is voor het eerst geldig gepubliceerd in 1916 door Péringuey.

## Soorten
Het geslacht Onosandridus omvat de volgende soorten:
- Onosandridus bolivari Chopard, 1962
- Onosandridus calcaratus Karny, 1929
- Onosandridus deceptor Péringuey, 1916
- Onosandridus larvatus Karny, 1929
- Onosandridus pictifrons Péringuey, 1916
- Onosandridus plebeius Péringuey, 1916
- Onosandridus sakaniensis Ander, 1938
- Onosandridus simplex Karny, 1929